# Mount Recheshnoi
Der Mount Recheschnoi ist ein stark erodierter und vergletscherter Schichtvulkan zehn Kilometer östlich des Mount Vsevidof am südwestlichen Ende von Umnak in den östlichen Aleuten im US-Bundesstaat Alaska.
An der Nordostflanke des Recheshnoi liegt eines der heißesten und ausgedehntesten Thermalgebiete Alaskas. Das Thermalgebiet der Geyser Bight, acht Kilometer nordöstlich des Gipfels, besteht aus sechs Zonen von heißen Quellen und zwei Fumarolen entlang des oberen Geyser Creek und enthält die einzigen bekannten Geysire in Alaska. Andere Thermalgebiete findet man bei Hot Springs Cove und Partov Cove am Isthmus zwischen Mount Recheshnoi und Mount Okmok.